# Summer of Records
Summer of Records
è un programma radiofonico giornaliero di Radio 2, in onda dalle 16.30 alle 17.30 nel mese di luglio 2016, dedicato a dischi di culto, tormentoni musicali e record sportivi di ogni estate in cui, come nel 2016, si sono disputate le Olimpiadi e la fase finale dei campionati europei di calcio. Il programma è condotto da Lele Sacchi.